# 11678 Brevard
11678 Brevard è un asteroide della fascia principale. Scoperto nel 1998, presenta un'orbita caratterizzata da un semiasse maggiore pari a 2,4618856 UA e da un'eccentricità di 0,1771776, inclinata di 2,19749° rispetto all'eclittica.